# Харенки
Ха́ренки —  село в Україні, у Шишацькій селищній громаді Миргородського району Полтавської області. Населення становить 168 осіб. До 2015 орган місцевого самоврядування — Михайликівська сільська рада.

## Населення

### Мова
Розподіл населення за рідною мовою за даними перепису 2001 року:
| Мова       | Відсоток |
| ---------- | -------- |
| українська | 92,86%   |
| російська  | 1,79%    |
| інші       | 5,36%    |

## Географія
Село Харенки знаходиться на одному з витоків річки Стеха, за 1,5 км від сіл Носи та Порскалівка, за 2 км від села Михайлики. Річка в цьому місці пересихає. Поруч проходить автомобільна дорога Т 1710 (Р42).

## Історія
12 червня 2020 року, відповідно до розпорядження Кабінету Міністрів України № 721-р «Про визначення адміністративних центрів та затвердження територій територіальних громад Полтавської області», село увійшло до складу Шишацької селищної громади.
19 липня 2020 року, в результаті адміністративно - територіальної реформи та ліквідації Шишацького району, село увійшло до складу новоутвореного Миргородського району Полтавської області.